# Xian de Sanyuan
Pour les articles homonymes, voir Sanyuan.
Le xian de Sanyuan (三原县 ; pinyin : Sānyuán Xiàn) est un district administratif de la province du Shaanxi en Chine. Il est placé sous la juridiction de la ville-préfecture de Xianyang.

## Démographie
La population du district était de 388 582 habitants en 1999.